# Cuenca (provins)
 For alternative betydninger, se Cuenca. (Se også artikler, som begynder med Cuenca)
Cuenca er en provins i den autonome region Castilien-La Mancha i Spanien. Hovedstaden hedder også Cuenca. Der er kun lidt industri i provinsen, men en del landbrug, med dyrkning af blandt andet druer og korn. Det meste af provinsen består af fladt sletteland, som er gode græsningsområder for  geder og får. Der er også bjerge på mere end 1.500 meter over havet.